# Josef Ludwig von Weber
Josef Ludwig von Weber (auch Josef Ludwig Weber; * 21. Januar 1750 in Schwyz; † 27. September 1835 ebenda) war ein Schweizer Politiker.

## Leben
Weber war der Sohn des Schwyzer Landammanns und Kanzlers des Klosters Einsiedeln Felix Ludwig von Weber und stammte aus der Schwyzer Landleutefamilie Weber. Seine Ausbildung ist unbekannt. Wie für Mitglieder der Familie üblich, übernahm er diverse öffentliche Ämter. Von 1776 bis 1778 war er Landvogt im Gaster und von 1780 bis 1782 der Vogtei Rheintal. Anschliessend war er von 1783 bis 1785 Landesstatthalter und darauffolgend von 1785 bis 1787 Schwyzer Landammann. 1792 war er als Gesandter in Aargau und Basel. 
Weber wurde in den Wirren von 1798 als Schwyzer Gesandter nach Paris abgeordnet. Er wurde jedoch von General Balthasar Alexis Henri Antoine von Schauenburg in Bern aufgehalten und kehrte nach Schwyz zurück, wo er 1799 Präsident des Kantonsgerichts wurde. Noch 1799 wurde er auf der für Staatsgefangene vorgesehenen Festung Aarburg inhaftiert, konnte jedoch fliehen und kehrte 1800 nach Schwyz zurück. Dort wurde 1803 Abgeordneter im Schwyzer Kantonsrat.
Webers Akte wird heute im Familienarchiv von Weber im Staatsarchiv Bern aufbewahrt.